# Exoticorum libri decem

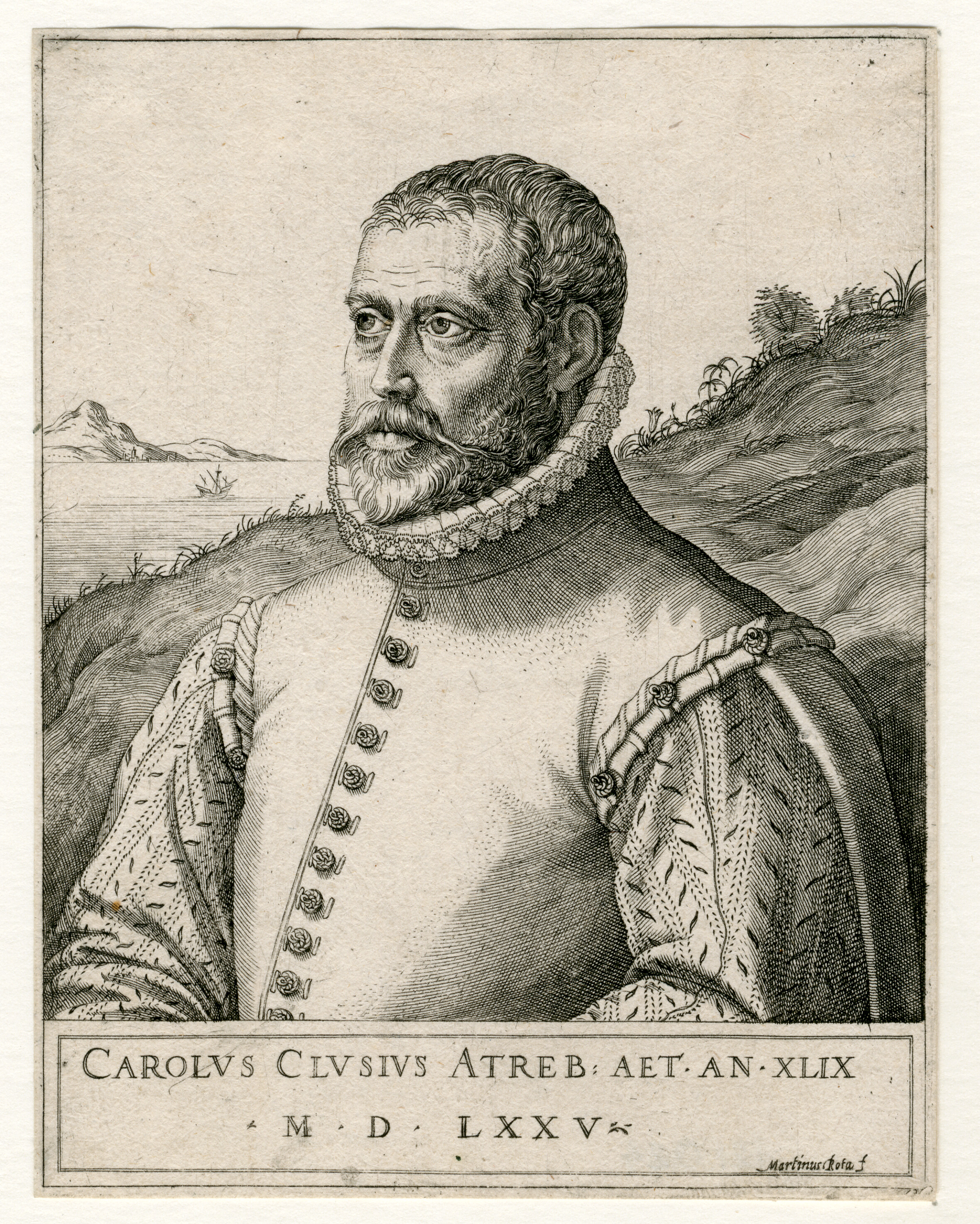
Carolus Clusius als 49 anys

Exoticorum libri decem ("Deu llibres de les formes de vida exòtica") és un compendi zoològic i botànic il·lustrat en llatí, que es va publicar a Leiden el 1605 per Carolus Clusius.
En la pàgina principal del títol apareix el nom de l'autor en la seva forma llatina coneguda com a Carolus Clusius. El títol complet és: Exoticorum libri decem, quibus animalium, plantarum, aromatum, aliorumque peregrinorum fructuum historiae describuntur ("Deu llibres de exòtics: la història i usos d'animals, plantes, perfums i altres productes naturals de terres llunyanes").
Clusius no va ser només un biòleg destacat sinó també un lingüista notable. Esdevingué un reconegut traductor i editor de les obres d'altres científics naturalistes. Exoticorum libri decem consisteix per una part sobre les seves pròpies descobertes, i per l'altra, la traducció i edició de versions de publicacions prèvies, sempre correctament citades i amb reconeixement, i incorporant noves il·lustracions. Podem identificar com a obra diferenciada dins d'aquest compendi, les traduccions llatines de Clusius traduccions llatines, amb les seves pròpies notes pròpies, de:
- Garcia de Orta, Colóquios dos simples e drogas ell cousas medicinais da Índia (1563)
- Nicolás Monardes, Historia medicinal de las cosas que se traen de nuestras Indias Occidentales (1565–1574)
- Cristóbal Acosta, Tractado de las drogas y medicinas de las Indias orientales ([[1578]])

Hi ha també material de Prosper Alpini (Prosper Alpinus) amb notes fetes per Clusius. Com a apèndix, apareix amb paginació separada la traducció llatina de Clusius (publicada el 1589 de:
- Pierre Belon, Observacions (1553)